# Derek Parra
Derek Parra (San Bernardino, 15 marzo 1970) è un ex pattinatore di velocità su ghiaccio statunitense.
Ha partecipato a due edizioni dei giochi olimpici invernali (2002 e 2006) conquistando due medaglie, entrambe nell'edizione 2002 svoltasi a Salt Lake City.

## Palmarès
Olimpiadi
- 2 medaglie:
  - 1 oro (1500 metri a Salt Lake City 2002)
  - 1 argento (5000 metri a Salt Lake City 2002).

Mondiali - Distanza singola
- 1 medaglia:
  - 1 argento (1500 metri a Salt Lake City 2001).

Mondiali - Completi
- 1 medaglia:
  - 1 bronzo (Heerenveen 2002).